# Eminia (chi chim)
Eminia là một chi chim trong họ Cisticolidae.

## Các loài
- Eminia lepida[2]